# Lacs Hoover
Pour les articles homonymes, voir Hoover.
Les lacs Hoover (en anglais : Hoover Lakes) sont des lacs américains dans le comté de Madera, en Californie. Ils sont situés à 2 651 mètres d'altitude au sein de la Yosemite Wilderness, dans le parc national de Yosemite.